# Облако точек

Облако точек тороида.

О́блако то́чек (англ. point cloud) — набор вершин в трёхмерной системе координат. Эти вершины, как правило, определяются координатами X, Y и Z и, как правило, предназначены для представления внешней поверхности объекта.
Облака точек создаются 3D-сканерами и фотограмметрическими методами обработки изображений. 3D-сканеры в автоматическом режиме замеряют большое количество точек на поверхности сканируемого объекта и зачастую генерируют на выходе облако точек в виде цифрового файла данных. Таким образом, облако точек представляет собой множество точек, полученных в результате 3D-сканирования объекта.
В результате процесса трёхмерного сканирования облака точек используются для многих целей, в том числе для создания трёхмерных CAD-моделей для производственных деталей, для метрологии и контроля качества, а также для множества других целей, связанных с визуализацией, компьютерной анимацией, рендерингом и приложений массовой кастомизации.
Хотя облака точек могут быть непосредственно визуализированы и проверены, они, как правило, не используются напрямую в большинстве 3D-приложений, и поэтому, как правило, конвертируются в полигональную сетку, модели с NURBS—поверхностями или CAD-модели при помощи процесса, известного как «реконструкция поверхности» (англ. surface reconstruction).
Существует много подходов для преобразования облака точек в трёхмерные поверхности. Некоторые подходы, такие как триангуляция Делоне, альфа-формы (англ. alpha shapes) и поворотные шары (англ. ball pivoting), строят сетку треугольников поверх существующих вершин облака точек. Другие подходы конвертируют облако точек в поле объёмных расстояний (англ. volumetric distance field) и реконструируют неявные поверхности, а потом определяют их через алгоритм Marching cubes.
Одним из приложений, где облака точек используются непосредственным образом, является индустриальная метрология и проверка качества. Облако точек, полученное в результате трёхмерного сканирования готового промышленного изделия, может быть приведено в соответствие с CAD-моделью этого изделия или даже другому облаку точек, и в результате сравнения можно обнаружить отличия между проектными и фактическими параметрами. Эти различия могут отображаться в виде цветных карт, на которых места и участки отклонений между фактической и формальной моделью могут быть автоматически выделенными определённым индикатором. Геометрические размеры и допуски (англ. Geometric dimensions and tolerances) также могут быть непосредственно получены из облака точек.
Облака точек могут использоваться для представления и визуализации объёмных данных, например, в области медицинской визуализации. Благодаря использованию облаков точек в этих задачах достигается мультисемплинг и сжатие данных.
В геоинформационной системе облака точек являются одним из источников для создания цифровой модели рельефа (англ. Digital elevation model). Облака точек также могут использоваться в целях получения 3D-модели городской среды.
Облака точек являются ключевой компонентой программной технологии рендеринга в реальном времени под названием «Unlimited Detail», которая разрабатывается австралийской компанией Euclideon с 2004 года.